# Grzegorz Zajączkowski
Grzegorz Zajączkowski (ur. 25 czerwca 1980 w Przemyślu) – polski lekkoatleta biegający dystans 400 metrów. Absolwent II Liceum Ogólnokształcącego w Przemyślu, oraz Akademii Wychowania Fizycznego w Krakowie. Wychowanek klubu Juwenia Przemyśl (trener Krzysztof Tulej), obecnie reprezentuje klub AZS-AWF Kraków (trener Lech Salamonowicz). Wzrost - 179 cm, waga - 71 kg.

## Największe osiągnięcia
- trzecie miejsce (po dyskwalifikacji pierwszych na mecie Amerykanów) podczas Halowych Mistrzostw Świata w 2003 w sztafecie 4 x 400 m (Birmingham)
- brązowy medalista Mistrzostw Polski juniorów młodszych na 200 m (Bydgoszcz, 1996)
- złoty medalista Mistrzostw Polski juniorów młodszych na 100 m (Kraków, 1997)
- srebrny medal Mistrzostw Polski juniorów młodszych na 200 m (Kraków, 1997)
- srebrny medal Halowych Mistrzostw polski juniorów na 200 m (Spała, 1999)
- brązowy medal Halowych Mistrzostw Polski juniorów na 60 m (Spała, 1999)
- brązowy medal Młodzieżowych Mistrzostw Polski w sztafecie 4 x 100 m (Gdańsk, 2001)
- brązowy medal Młodzieżowych Mistrzostw Polski w sztafecie 4 x 100 m (Kraków, 2002)
- brązowy medal Halowych Mistrzostw Polski Seniorów na 400 m (Spała, 2003)
- złoto Międzynarodowych Mistrzostw Izraela w biegu na 400 metrów (2003)[1]
- złoty medal Mistrzostw Polski Seniorów w sztafecie 4 x 400 m (Bydgoszcz, 2004)
- złoty medal Mistrzostw Polski Seniorów w sztafecie 4 x 100 m (Bydgoszcz, 2006)
- brązowy medal Mistrzostw Polski Seniorów w sztafecie 4 x 400 m (Bydgoszcz, 2006)
- srebrny medal Halowych Mistrzostw Polski seniorów na 400 m (Spała, 2008)
- czwarte miejsce podczas Halowych Mistrzostw Świata w 2008 w sztafecie 4 x 400 m (Walencja) (biegł tylko w eliminacjach)

## Rekordy życiowe
- bieg na 100 m - 10,58 s. (2004)
- bieg na 200 m - 20,95 s. (2004)
- bieg na 300 m - 33,71 s. (2008)
- bieg na 400 m - 45,93 s. (17 lipca 2004, Białogard)[2]